# Borralha
Borralha é uma povoação portuguesa do Município de Águeda que foi sede da Freguesia de Borralha, freguesia que tinha 8,7 km² de área e 2 230 habitantes (2011), e, por isso, uma densidade populacional de 256,3 hab./km².
A Freguesia de Borralha foi extinta (agregada), em 2013, no âmbito de uma reforma administrativa nacional, tendo sido agregada à freguesia de Águeda, para formar uma nova freguesia denominada União das Freguesias de Águeda e Borralha.

## Localização
Localizada no centro do município, Borralha tem como vizinhas a sede do município a norte e nordeste, Castanheira do Vouga a leste, Aguada de Cima a sul e Recardães a oeste. É ribeirinha do rio Águeda (margem esquerda), que a separa da localidade de Águeda.

## População
| 1991  | 2001  | 2011  |
| 2.001 | 2.221 | 2.230 |

Criada pela Lei nº 25/86, de 20 de Agosto, com lugares desanexados da freguesia de Águeda (freguesia)
| Ano  | 0-14 Anos | 15-24 Anos | 25-64 Anos | > 65 Anos |  | 0-14 Anos | 15-24 Anos | 25-64 Anos | > 65 Anos |  |
| 2001 | 351       | 349        | 1203       | 318       |  | 15,8%     | 15,7%      | 54,2%      | 14,3%     |  |
| 2011 | 305       | 269        | 1 275      | 381       |  | 13,7%     | 12,1%      | 57,2%      | 17,1%     |  |

(Fonte: INE)

## Lugares
Número de habitantes obtido do censo de 2011:
- Casais (81 hab.)
- S. Tiago (52 hab.
- Brejo (448 hab.
- Candam (72 hab.)
- Catraia (622 hab.)
- Alteiralto (49 hab.)
- Redolho (126 hab.)
- Horta Velha (241)
- Machuqueira (109 hab.)
- Castelo (132 hab.)
- Catraia de Assequins (139 hab.)
- Vista
- Vale do Forno
- Bairro do Agueiro
- Sardão
- Lomba
- Pinheirais
- Amainho

## Património
- Capelas de São Tiago, de Nossa Senhora de La Salette e de Nossa Senhora da Guia
- Casa do Nato
- Hotel Palácio
- Antiga cadeia
- Casa do Redolho com capela
- Quinta do Conde de Sucena
- Parque Municipal do Souto do Rio

## Personalidades ilustres
- Visconde da Borralha e Conde da Borralha